# Sisyrinchium laevigatum
Sisyrinchium laevigatum är en irisväxtart som beskrevs av Pierfelice Ravenna. Sisyrinchium laevigatum ingår i släktet gräsliljor, och familjen irisväxter. Inga underarter finns listade i Catalogue of Life.